# ردیه نویسی علیه بهائیت
ردیه‌نویسی علیه باب و بهاء از زمان پدیداری آن در دوره قاجاریه آغاز گردید اما دلایل ردیه نویسان در انتقاد و رد و انکار این گروه در طی دوره‌های مختلف تاریخی از قاجاریه تا کنون متفاوت از یکدیگر بوده و بنا به زمان بر روی اصول متفاوتی در نقد آنان پافشاری شده‌است.

## قاجاریه
نخستین ردیه نویسی‌ها علیه بابیان به ثبت گزارش مناظره عمامه بسران تبریز با علی محمد باب در سال ۱۲۲۶ خورشیدی باز می‌گردد که توسط میرزا محمد تقی مامقانی به نام ناصرالدین شاه قاجار انجام شده است. پرسش و پاسخهای طرح شده در این جلسه، که علی محمد باب به هیچ یک پاسخی نداد، به نظر بسیاری از جمله فریدون آدمیت در هر دو جنبه پرسش و پاسخ بی مغز و بی مایه بود. امری که مامقانی هم در مقدمه کتاب خود به آن اشاره‌ای کرده و دلیل آن را فهم آسانتر مسائل توسط حاضرین و غایبین دانسته‌است.. پس از آن محمد کریم خان کرمانی پیشوای شیخیه، نخستین کسی است که به شرک باب فتوی داد و در کرمان فرمان قتل دو تن از مبلغان بابی را صادر کرد، رساله هایی در رد باب نوشت که از جمله آن‌ها می‌توان به «رساله در رد باب مرتاب» به زبان فارسی و «الشهاب الثاقب فی رجم النواصب» به زبان عربی اشاره کرد. رساله هایی که احتمالا به قصد ایجاد فاصله میان او و باب نوشته شده‌اند..

با رشد پیروان آئین باب و سپس بهائیان در ایران در دوره مظفری تا پایان عمر دودمان قاجاریه در ایران، اخوند های شیعه مایل بودند تا برای جلوگیری از گرایش شمار بیشتر از ایرانیان به بهائیت به نگارش ردیه‌هایی علیه آنان بپردازند. کتاب‌هایی چون «احقاق الحق للقائم بالحق» اثر میرزا محمد تقی همدانی، و اسرار العقاید میرزا ابوطالب شیرازی که در دوره مظفری نوشته شده‌اند، بازتابی از فضای فکری این دوره و تلاش برای جلوگیری از تبلیغات بهائیان هستند.

## پهلوی
اما رشد بهائیان ایران بیشتر از دهه ۱۳۳۰ خ. آغاز شد و در سال‌های ۱۳۲۶ – ۱۳۳۰ خ. انجمن ملی بهائیان ایران برنامه خود را برای گسترش بهائیت به مرحله اجرا گذارد و شدت فعالیت و تبلیغات ایشان از اردیبهشت ۱۳۳۴ خ. اعتراض آیت الله بروجردی و سایر آخوندها را برانگیخت که منجر محدود شدن فعالیت بهائیان توسط حکومت پهلوی گردید. به همین دلیل ردیه‌های بسیاری علیه بهائیان در این دوره نوشته شد که از جمله آن‌ها می‌توان به ترجمه مفتاح باب الابواب یا «تاریخ باب و بهاء» ، «کشف الحیل» اثر عبدالحسین آیتی ، «آخرین سفیر انقلاب» اثر ذبیح الله محسنی کبیر ، فریب خوردگان مزدوران استعمار اثر سید ضیاء الدین روحانی ، «فجایع بهائیت» یا واقعه ابرقو فجایع بهائیت یا واقعه قتل ابرقو (استخراج از پرونده‌های: شاهرود، کاشان، ابرقوی یزد در دادگاه جنایی تهران) اشاره کرد.

در این کتاب‌ها تفاوتی جدی در نقد باب و بهاء نسبت به ردیه‌های قاجاری مشاهده می‌شود. کم کم آئین باب و بهاء نه به عنوان فرقه‌ای دینی بلکه فرقه‌ای سیاسی تحت حمایت دولت‌های استعماری روس و انگلیس معرفی می‌گردد و ضمن نقد احکام باب و بهاء، سوابق علی محمد باب و عبدالبهاء و ارتباط آنان با بیگانگان به عنوانی سندی محکم در دست نشاندگی آنان مطرح می‌گردد و تلاش بسیاری برای پر رنگ کردن ابعاد غیر اخلاقی عملکرد پیروان باب و بهاء به عمل می‌آید. این ویژگی در دوره بعد از انقلاب اسلامی و بویژه در کتاب‌هایی که در مجموعه نیمه پنهان موسسه کیهان به چاپ رسیده‌اند نیز ، به چشم می‌خورد.

## خاطرات بهائیان برگشته از بهائیت
چاپ خاطرات بهائیان برگشته از دین خود چون صبحی مهتدی امکانی فراهم کرده‌است تا نقدی همه جانبه و در عین حال شبه-منصفانه تر از این دو آئین صورت پذیرد. دشمنی آخوندها با هر گونه راه و ایده تازه خیلی دیرینه است. خواننده کنجکاو خود بهتر است با خواندن نوشتارهای گوناگون به درست بودن یا نبودن چیزی اقدام نماید. برای اطلاعات بیشتر و در مورد نقش پدیداری این فرقه ها در ایران و تاریخ آن خواندن کتاب "رگ تاک" از آقای فاضل غیبی بسیار کمک کننده است.

## ارجاعات
1. ↑  مامقانی ۱۳۷۴، ص ۴۱
2. ↑  پیشین، ، ص ۴۲-۴۱
3. ↑  آدمیت۱۳۸۵، ص ۴۴۶
4. ↑  کرمانی، چ۲، ۱۳۸۴ ق.
5. ↑  کرمانی، چ۱، ۱۲۶۵ق.
6. ↑  الگار ۱۳۶۵
7. ↑  همدانی، نسخه چاپ سنگی دانشگاه تهران به شمارهa۸۷۶ ه
8. ↑  شیرازی، نسخه چاپ سنگی دانشگاه تهران به شماره B/ ۲۷۵ ب)
9. ↑  زعیم الدوله تبریزی، تهران، ۱۳۴۰ ش
10. ↑  آیتی، ۱۳۲۶.
11. ↑  محسنی کبیر، خرداد ۲۵۳۶
12. ↑  روحانی، ۱۳۴۸
13. ↑  فجایع بهائیت یا واقعه قتل ابرقو، بی تا
14. ↑  رئوفی، ۱۳۸۵
15. ↑  رئوفی، ۱۳۸۷
16. ↑  مهتدی صبحی، ۱۳۸۴